# Drepanocerus kirbyi
Drepanocerus kirbyi là một loài bọ cánh cứng trong họ Bọ hung (Scarabaeidae).